# Bolarka (rejon nowogrodzki)
Bolarka (ukr. Болярка) – wieś na Ukrainie, w obwodzie żytomierskim, w rejonie nowogrodzkim. W 2001 roku liczyła 42 mieszkańców.